# Data General
A Data General Corporation foi uma das primeiras empresas de minicomputadores do final da década de 1960. Três dos quatro fundadores eram ex-funcionários da Digital Equipment Corporation (DEC).
Seu primeiro produto, o Data General Nova, de 1969, foi um minicomputador de 16 bits destinado a superar e custar menos que o equivalente da DEC, o PDP-8 de 12 bits. Um sistema básico do Nova custava dois terços ou menos do que um PDP-8 semelhante e, ao mesmo tempo, funcionava mais rápido, oferecia fácil expansão, era significativamente menor e se mostrava mais confiável. Combinado com o Data General RDOS (DG/RDOS) e linguagens de programação como o Data General Business Basic, o Nova oferecia uma plataforma multiusuário muito superior a muitos sistemas contemporâneos. Uma série de máquinas Nova atualizadas foi lançada no início da década de 1970, mantendo a linha Nova na vanguarda do mundo dos minicomputadores de 16 bits.
O Nova foi seguido pela série Data General Eclipse, que oferecia uma capacidade de memória muito maior e ainda era capaz de executar o código do Nova sem modificações. O lançamento do Eclipse foi prejudicado por problemas de produção e demorou algum tempo até que ele se tornasse um substituto confiável para as dezenas de milhares de Novas no mercado. Quando o mundo dos minicomputadores passou de 16 bits para 32, a DG lançou o Data General Eclipse MV/8000, cujo desenvolvimento foi amplamente documentado no popular livro The Soul of a New Machine. Embora os computadores da DG tenham sido bem-sucedidos, o lançamento do IBM PC em 1981 marcou o início do fim dos minicomputadores e, no final da década, todo o mercado havia praticamente desaparecido. O lançamento do Data General/One em 1984 não fez nada para interromper a erosão.
Em uma grande reviravolta nos negócios, em 1989, a DG lançou a série AViiON de sistemas Unix escaláveis que abrangiam desde estações de trabalho de desktop até servidores departamentais. Essa escalabilidade foi gerenciada por meio do uso de NUMA, permitindo que vários processadores de commodities trabalhassem juntos em um único sistema. Depois do AViiON, veio a série CLARiiON de sistemas de armazenamento conectados à rede, que se tornou uma importante linha de produtos no final da década de 1990. Isso levou a uma compra pela Dell EMC, o principal fornecedor no espaço de armazenamento na época. A EMC fechou todas as linhas da DG, exceto a CLARiiON, que continuou sendo vendida até 2012.

## História

### Origem, fundação e primeiros anos: Nova e SuperNova
A Data General (DG) foi fundada por vários engenheiros da Digital Equipment Corporation que estavam frustrados com a administração da DEC e saíram para formar sua própria empresa. Os principais fundadores foram Edson de Castro, Henry Burkhardt III e Richard Sogge, da Digital Equipment (DEC), e Herbert Richman, da Fairchild Semiconductor. A empresa foi fundada em Hudson, Massachusetts, em 1968. Harvey Newquist foi contratado da Computer Control Corporation para supervisionar a fabricação.
Edson de Castro foi o engenheiro-chefe responsável pelo PDP-8, a linha de computadores baratos da DEC que criou o mercado de minicomputadores. Ele foi projetado especificamente para ser usado em equipamentos de laboratório; com o aprimoramento da tecnologia, seu tamanho foi reduzido para caber em um bastidor de 19 polegadas. Muitos PDP-8 ainda funcionam décadas depois nessas funções. De Castro estava observando os desenvolvimentos na fabricação, especialmente placas de circuito impresso (PCBs) mais complexas e solda por onda, o que sugeria que o PDP-8 poderia ser produzido de forma muito mais econômica. A DEC não estava interessada, tendo voltado sua atenção cada vez mais para o mercado de alta qualidade. Convencido de que poderia melhorar o processo, De Castro começou a trabalhar em seu próprio projeto de 16 bits de baixo custo.

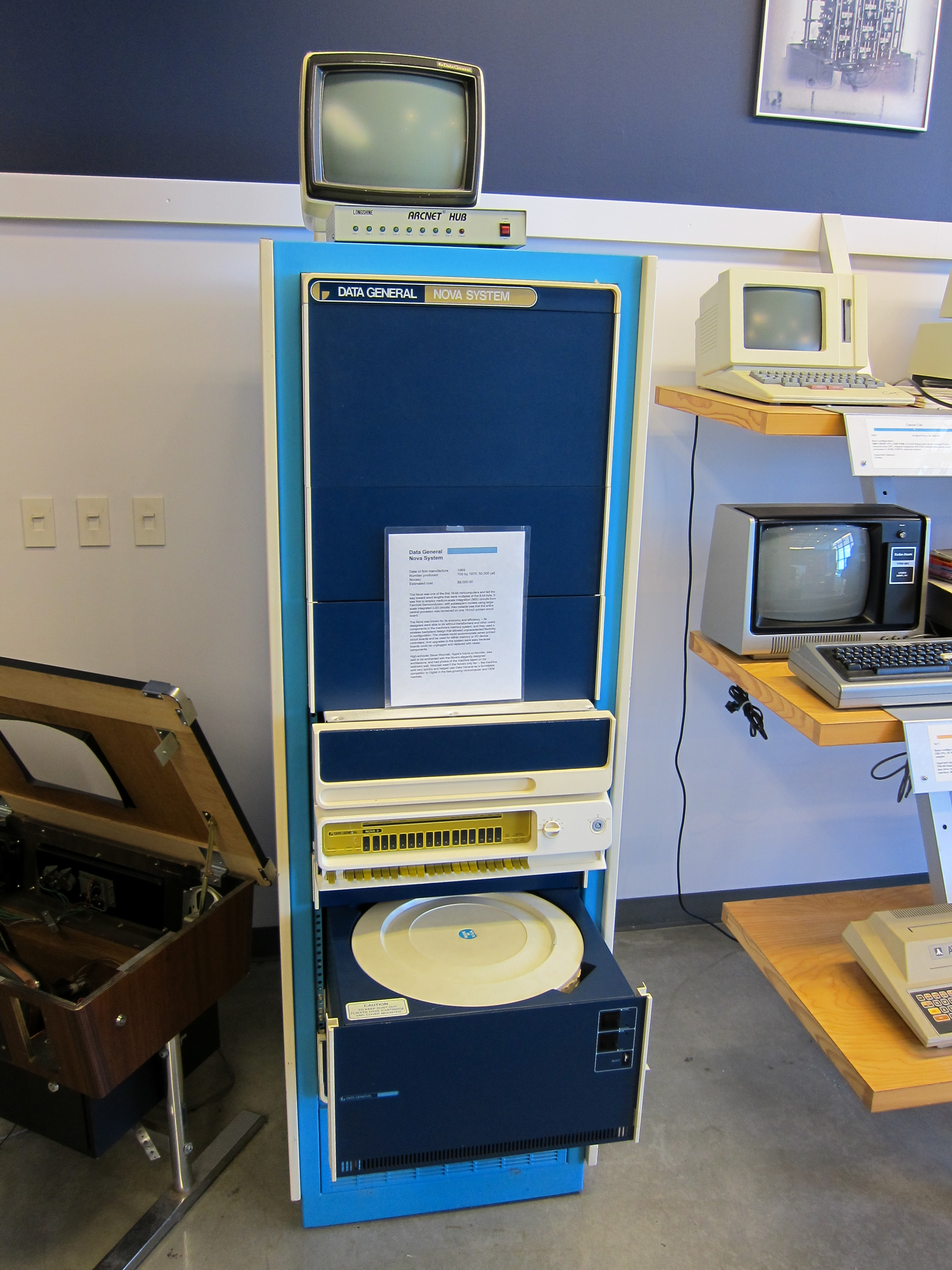
Sistema do Nova da Data General.

O resultado foi lançado em 1969 pela Data General como o Nova. O Nova, como o PDP-8, usava uma arquitetura simples baseada em acumulador. Ele não tinha registros gerais e a funcionalidade de ponteiro de pilha do PDP-11 mais avançado, assim como os produtos concorrentes, como o HP 1000; os compiladores usavam locais de memória baseados em hardware em vez de um ponteiro de pilha. Projetado para ser montado em bastidor de forma semelhante às máquinas PDP-8 posteriores, ele foi empacotado em quatro placas PCB e, portanto, era menor em altura, além de incluir vários recursos que o tornaram consideravelmente mais rápido. Anunciado como "o melhor computador pequeno do mundo", o Nova rapidamente ganhou adeptos, especialmente nos mercados científico e educacional, e fez com que a empresa ganhasse muito dinheiro. Com o sucesso inicial do Nova, a Data General abriu seu capital no outono de 1969.

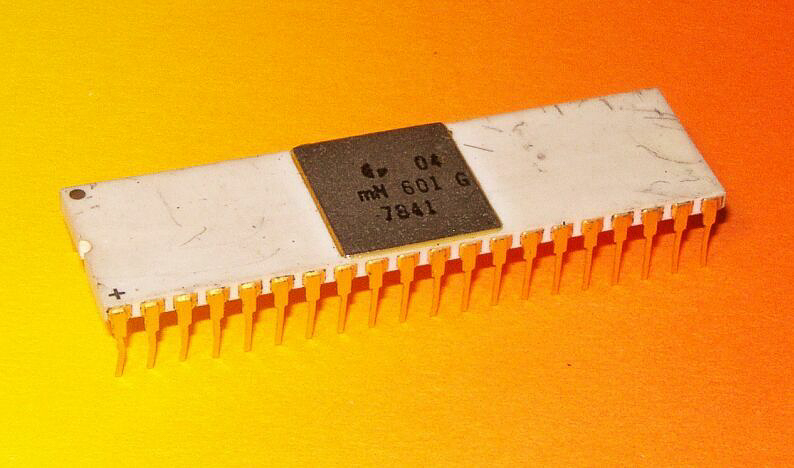
Data General mN601G, usado no microNova.

O Nova original foi logo seguido pelo SuperNova mais rápido, que substituiu a unidade lógica aritmética de 4 bits do Nova por uma versão de 16 bits que tornou a máquina aproximadamente quatro vezes mais rápida. Seguiram-se diversas variações e atualizações do núcleo do SuperNova. A última versão principal, o Nova 4, foi lançada em 1978. Durante esse período, o Nova gerou taxas de crescimento anual de 20% para a empresa, tornando-se uma estrela na comunidade empresarial e gerando US$ 100 milhões em vendas em 1975. Em 1977, a DG lançou um microcomputador de 16 bits chamado microNOVA com pouco sucesso comercial. A série Nova desempenhou um papel muito importante como inspiração de conjunto de instruções para Charles P. Thacker e outros na Xerox PARC durante a construção do Xerox Alto.

### Do final da década de 1970 ao final da década de 1980: crise e uma solução de curto prazo

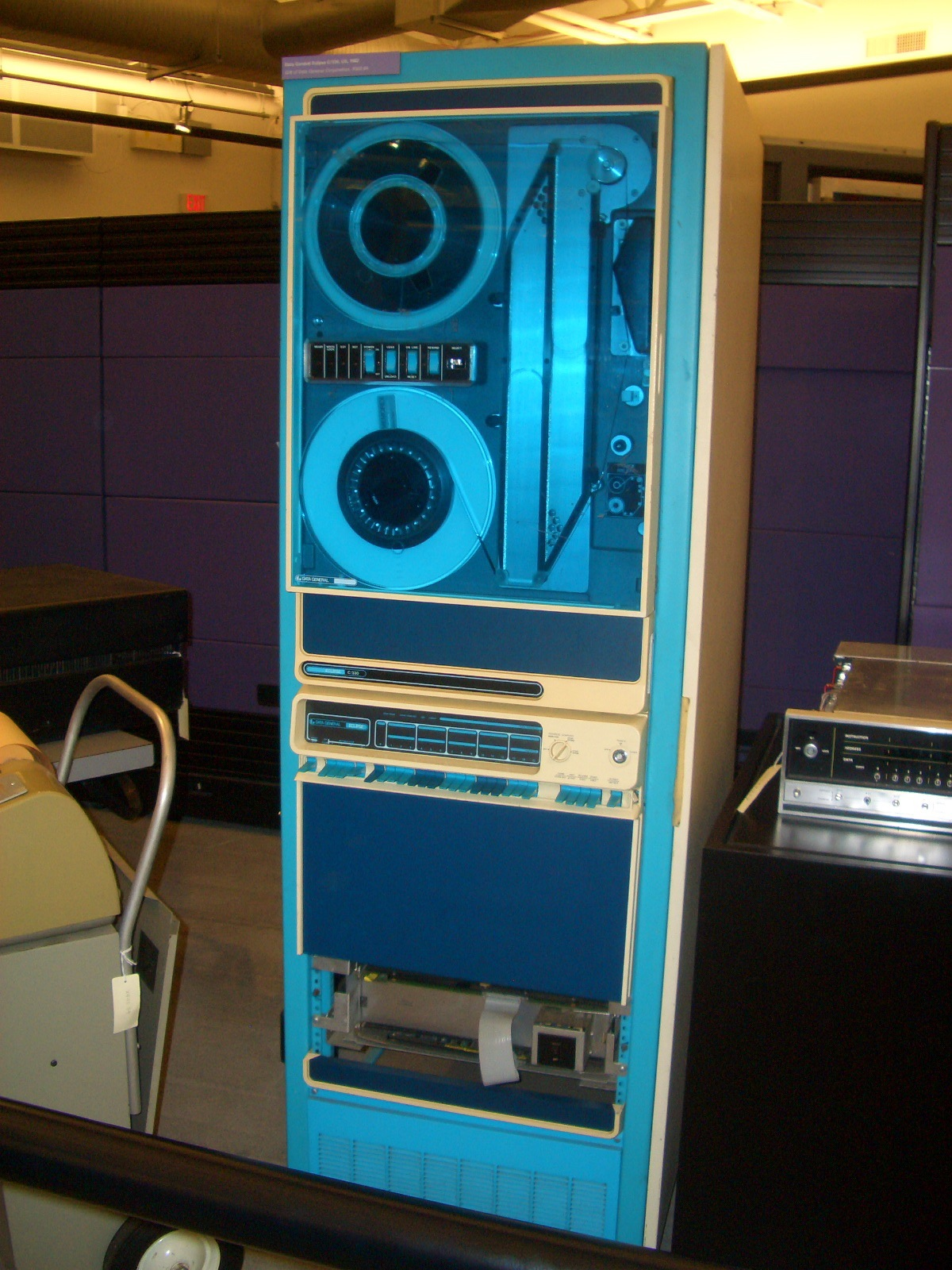
Eclipse C/330 da Data General.

Em 1974, o Nova foi substituído pelo Eclipse, sua máquina de 16 bits de maior escala. Baseado em muitos dos mesmos conceitos do Nova, ele incluía suporte para memória virtual e multitarefa mais adequada ao ambiente de pequenos escritórios. Por esse motivo, o Eclipse foi embalado de forma diferente, em uma caixa de chão que lembrava uma pequena geladeira.

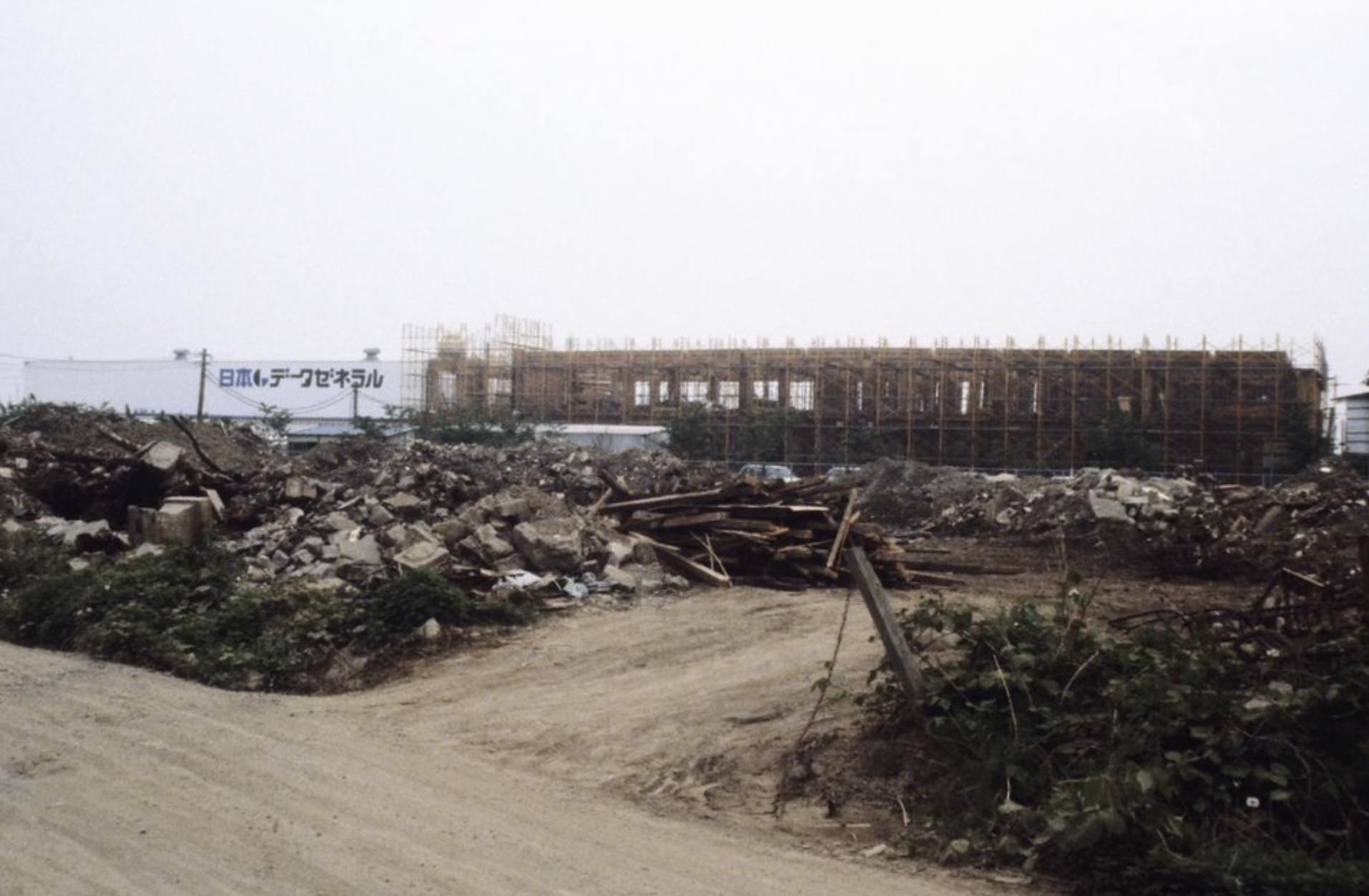
Fábrica da Data General sendo construída no Japão, c. 1979.

Problemas de produção com o Eclipse levaram a uma série de ações judiciais no final da década de 1970. Muitos dos clientes da DG encomendaram versões mais novas da máquina, que nunca foram entregues. Muitos clientes processaram a Data General após mais de um ano de espera, acusando a empresa de quebra de contrato, enquanto outros simplesmente cancelaram seus pedidos. O Eclipse foi originalmente planejado para substituir o Nova completamente, evidenciado pelo fato de que a série Nova 3, lançada ao mesmo tempo e utilizando praticamente a mesma arquitetura interna do Eclipse, foi descontinuada no ano seguinte. A forte demanda pela série Nova continuou, resultando no Nova 4, talvez como resultado dos problemas contínuos com o Eclipse.

### Projeto Fountainhead
Enquanto a DG ainda estava tendo problemas com o Eclipse, em 1977, a Digital anunciou a série VAX, sua primeira linha de minicomputadores de 32 bits, descrita como "super-minis". Isso coincidiu com o envelhecimento dos produtos de 16 bits da DEC, principalmente o PDP-11, que estava prestes a ser substituído. Parecia haver um enorme potencial de mercado para máquinas de 32 bits, um mercado que a DG poderia conquistar.
A Data General lançou imediatamente seu próprio produto de 32 bits em 1976 para construir o que eles chamavam de "a melhor máquina de 32 bits do mundo", conhecida internamente como "Projeto Fountainhead". O desenvolvimento foi realizado fora da sede da empresa, de modo que nem mesmo os funcionários da DG soubessem de sua existência. Os desenvolvedores tiveram liberdade para controlar o projeto e escolheram um sistema que usava um conjunto de instruções graváveis. A ideia era que a arquitetura do conjunto de instruções (ISA) não fosse fixa, os programas poderiam escrever sua própria ISA e carregá-la como microcódigo no armazenamento de controle gravável do processador. Isso permitiria que a ISA fosse adaptada aos programas que estivessem sendo executados; por exemplo, alguém poderia carregar uma ISA ajustada para COBOL se a carga de trabalho da empresa incluísse um número significativo de programas COBOL.
Quando o VAX-11/780 da Digital foi enviado em fevereiro de 1978, no entanto, o Projeto Fountainhead ainda não estava pronto para entregar uma máquina, principalmente devido a problemas no gerenciamento do projeto. Os clientes da DG foram rapidamente para o mundo dos computadores VAX.

#### Projeto Eagle

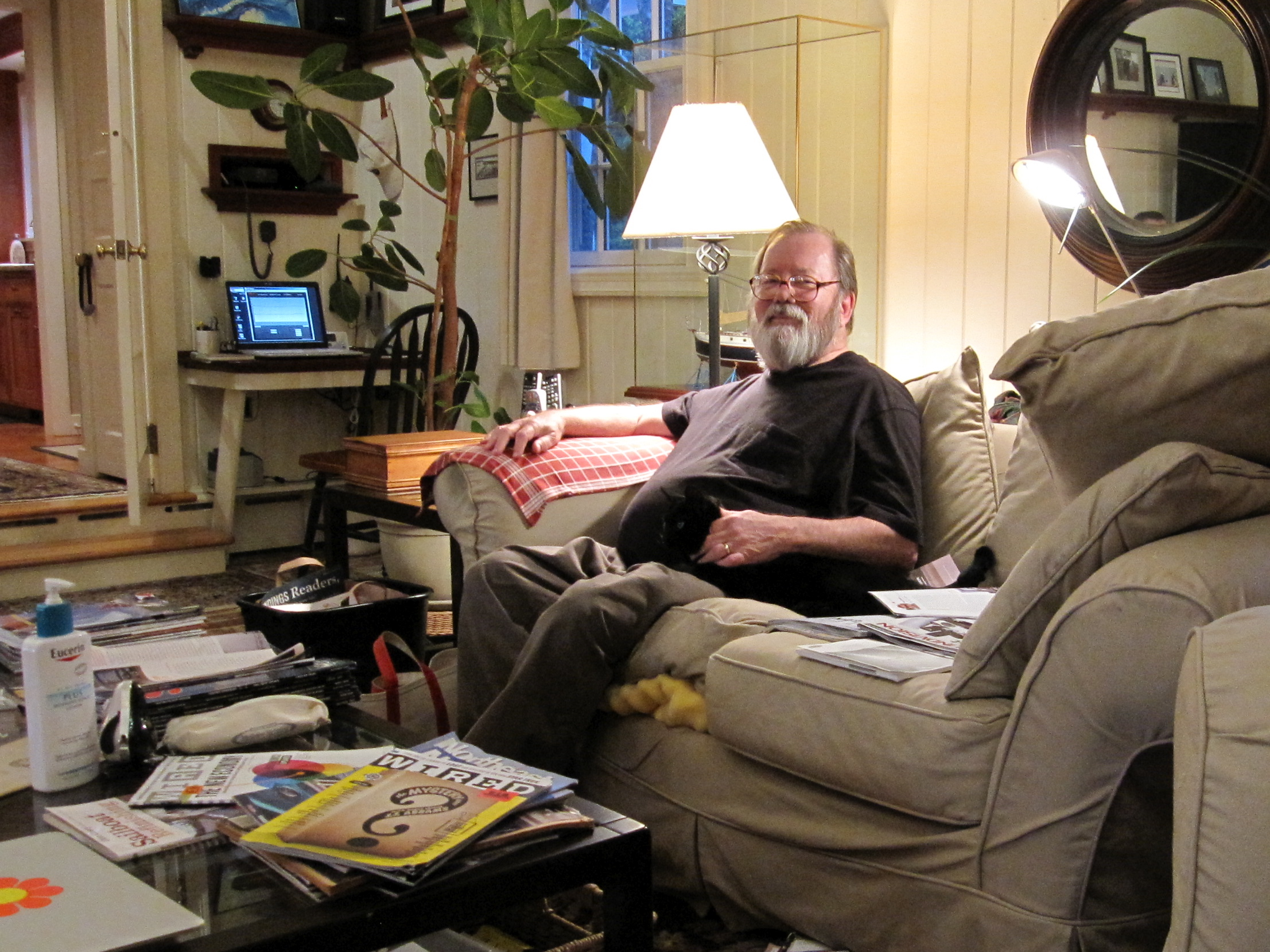
Tom West em 2009.

Na primavera de 1978, com o Projeto Fountainhead aparentemente em development hell, um projeto secreto de skunkworks foi iniciado para desenvolver um sistema alternativo de 32 bits conhecido como "Projeto Eagle" por uma equipe liderada por Tom West. O Eagle era uma extensão direta de 32 bits do Eclipse baseado no Nova. Ele era compatível com as versões anteriores dos aplicativos Eclipse de 16 bits, usava o mesmo interpretador de linha de comando, mas oferecia melhor desempenho de 32 bits em relação ao VAX 11/780 e usava menos componentes.
No final de 1979, ficou claro que o Eagle seria entregue antes do Fountainhead, o que desencadeou uma intensa guerra dentro da empresa pela redução constante dos fundos do projeto. Nesse meio tempo, os clientes estavam abandonando a Data General em massa, motivados não apenas pelos problemas de entrega do Eclipse original, incluindo problemas muito sérios de controle de qualidade e atendimento ao cliente, mas também pela potência e versatilidade da nova linha VAX da Digital. Por fim, o Fountainhead foi cancelado e o Eagle se tornou a nova série MV, com o primeiro modelo, o Data General Eclipse MV/8000, anunciado em abril de 1980.
O Projeto Eagle foi o tema do livro vencedor do Prêmio Pulitzer, The Soul of a New Machine, de Tracy Kidder, tornando a linha MV o projeto de computador mais bem documentado da história recente.

### Série MV

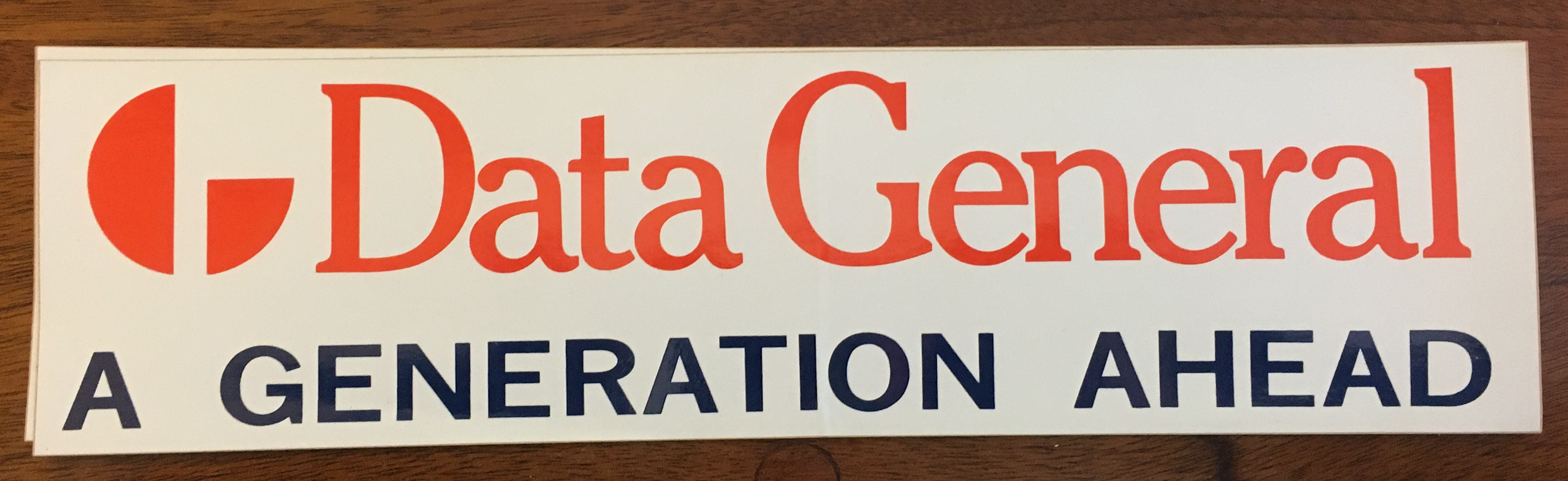
Adesivo com o slogan da empresa do início da década de 1980.

Os sistemas MV geraram uma reviravolta quase milagrosa para a Data General. No início da década de 1980, as vendas aumentaram e, em 1984, a empresa tinha mais de um bilhão de dólares em vendas anuais.
Um dos clientes mais importantes da Data General nessa época era o Serviço Florestal dos Estados Unidos, que, a partir de meados da década de 1980, usou sistemas DG instalados em todos os níveis, desde a sede em Washington, D.C. até as estações individuais de guardas florestais e postos de comando de incêndio. Isso exigia equipamentos de alta confiabilidade e construção geralmente robusta que pudessem ser implantados em uma grande variedade de lugares, muitas vezes para serem mantidos e usados por pessoas sem nenhum conhecimento de informática. A intenção era criar novos tipos de integração funcional em uma agência que há muito tempo valorizava sua estrutura descentralizada. Apesar de algumas tensões, a implementação foi eficaz e os efeitos gerais sobre a agência foram notavelmente positivos. A introdução, a implementação e os efeitos dos sistemas de DG no Serviço Florestal dos Estados Unidos foram documentados em uma série de relatórios de avaliação preparados no final da década de 1980 pela RAND Corporation.
A série MV veio em várias iterações, desde o MV/2000 (posteriormente MV/2500), MV/4000, MV/10000, MV/15000, MV/20000, MV/30000, MV/40000 e, por fim, foi concluída com o minicomputador MV/60000HA. O MV/60000HA foi planejado para ser um sistema de alta disponibilidade, com muitos componentes duplicados para eliminar o ponto único de falha. No entanto, houve falhas entre as várias placas-filhas, o back-plane e o mid-plane do sistema. Os técnicos da DG ficaram muito ocupados com a substituição das placas e muitos culparam o controle de qualidade deficiente da fábrica da DG no México, onde elas eram fabricadas e reformadas.
Em retrospecto, o bom desempenho da série MV foi "muito pouco e muito tarde". Em uma época em que a DG investiu muito dinheiro no segmento de minicomputadores, que estava morrendo, o microcomputador estava rapidamente entrando no segmento de mercado de baixo custo, e a introdução das primeiras estações de trabalho acabou com todas as máquinas de 16 bits, que já foi o melhor segmento de clientes da DG. Embora a série MV tenha interrompido a erosão da base de clientes da DG, essa base não era mais grande o suficiente para permitir que a DG desenvolvesse sua próxima geração. A DG também havia mudado seu marketing para se concentrar em vendas diretas para empresas da Fortune 100 e, assim, afastou muitos revendedores.

### Software

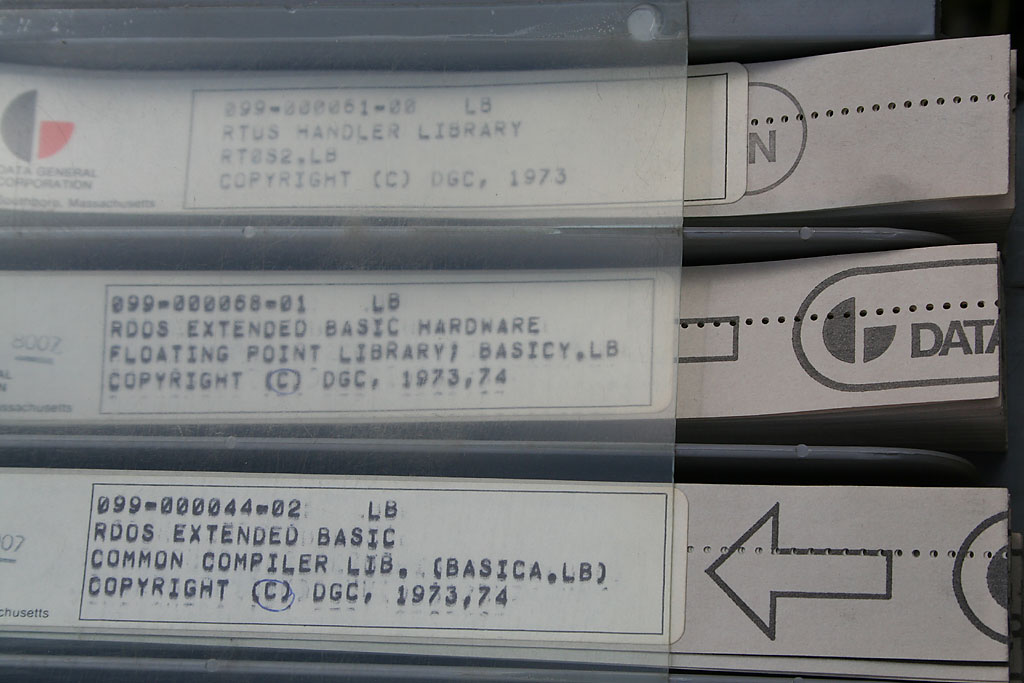
Software da Data General lançado em fita de papel, 1973-74.

A Data General desenvolveu sistemas operacionais para seu hardware: DOS e RDOS para a Nova, RDOS e AOS para as linhas Eclipse C, M e S de 16 bits, AOS/VS e AOS/VS II para a linha Eclipse MV e uma versão modificada do UNIX System V chamada DG/UX para as máquinas Eclipse MV e AViiON. O software AOS/VS era o produto de software DG mais comumente usado e incluía o CLI (Command Line Interpreter), que permitia a criação de scripts complexos, DUMP/LOAD e outros componentes personalizados.
O software de sistema relacionado, também de uso comum na época, incluía pacotes como X.25, Xodiac e TCP/IP para redes, Fortran, COBOL, RPG, PL/I, C e Data General Business Basic para programação, INFOS II e DG/DBMS para bancos de dados e o nascente software de banco de dados relacional DG/SQL.
A Data General também ofereceu um pacote de automação de escritório chamado Comprehensive Electronic Office (CEO), que incluía um sistema de correio eletrônico, um calendário, um armazenamento de documentos baseado em pastas, um processador de texto (CEOWrite), um processador de planilhas e outras ferramentas variadas. Todos eram rudimentares para os padrões atuais, mas foram revolucionários para sua época. O CEOWrite também foi oferecido no DG One Portable.
Alguns desenvolvimentos de software do início da década de 1970 são notáveis. O PLN (criado por Robert Nichols) era a linguagem de host de vários produtos DG, o que facilitava o desenvolvimento, o aprimoramento e a manutenção desses produtos em comparação com os equivalentes. O PLN parecia um micro-subconjunto do PL/I, em nítido contraste com outras linguagens da época, como o BLISS. O produto RPG (lançado em 1976) incorporou um sistema de tempo de execução da linguagem implementado como uma máquina virtual que executava o código pré-compilado como sequências de instruções PLN e rotinas de instruções comerciais Eclipse. Estas últimas forneciam aceleração de microcódigo de operações aritméticas e de conversão para uma ampla gama de tipos de dados, agora em desuso, como caracteres overpunch. O produto DG Easy, uma plataforma de aplicativos portátil desenvolvida por Nichols e outros entre 1975 e 1979, mas nunca comercializada, tinha raízes facilmente rastreáveis até o RPG VM criado por Stephen Schleimer.
Também foram notáveis vários produtos de software comercial desenvolvidos em meados e no final da década de 1970 em conjunto com os computadores comerciais. Esses produtos eram populares entre os clientes empresariais devido ao seu recurso de design de tela e outros recursos fáceis de usar:
- O primeiro produto foi o IDEA (Interactive Data Entry/Access),[17] que consistia em uma ferramenta de design de tela (IFMT), um controlador TP (IMON) e uma linguagem de desenvolvimento de programas (IFPL).
- A segunda era a linha de produtos CS40, que usava COBOL e seu próprio gerenciador de dados ISAM. A variante COBOL usada incluía uma seção de tela adicional. Esses dois produtos foram uma grande mudança em relação aos monitores de transação da época, que não tinham uma ferramenta de design de tela e usavam chamadas de sub-rotina do COBOL para lidar com a tela. O IDEA foi identificado por alguns observadores do mercado como um precursor das linguagens de programação de quarta geração.

O IDEA original era executado em RDOS e suportava até 24 usuários em uma partição RDOS. Cada usuário poderia usar o mesmo programa ou um programa diferente. Eventualmente, o IDEA foi executado em todos os produtos de hardware comercial, desde o MicroNova (4 usuários) até a série MV sob AOS/VS, com o mesmo programa IDEA executando todos esses sistemas. O CS40 (o primeiro dessa linha) era um sistema de pacotes que suportava quatro usuários de terminal, cada um executando um programa COBOL diferente.
Esses produtos também levaram ao desenvolvimento de um terceiro produto, o TPMS (Transaction Processing Monitoring System), anunciado em 1980, que podia executar um grande número de usuários COBOL ou PL/I com um número menor de processadores, uma grande vantagem de recursos e desempenho nos sistemas AOS e AOS/VS. O TPMS tinha a mesma ferramenta de design de tela que os produtos anteriores. O TPMS usava chamadas de sub-rotina definidas para funções de tela do COBOL ou PL/I, o que, na opinião de alguns usuários, dificultava o uso. No entanto, esse produto era voltado para programadores profissionais de SI, assim como seus concorrentes, o CICS da IBM e o TRAX da DEC. Assim como o IDEA, o TPMS usava o INFOS para gerenciamento de informações e o DG/DBMS para gerenciamento de bancos de dados.

### Xodiac
Em 1979, a DG lançou o sistema de rede Xodiac. Baseado no padrão X.25 nos níveis mais baixos e em seus próprios protocolos de camada de aplicação na parte superior. Por ser baseado no X.25, os sites remotos podiam ser conectados por meio de serviços comerciais X.25, como a Telenet, nos EUA, ou a Datapac, no Canadá. Os pacotes de software da Data General que suportavam o Xodiac incluíam o Comprehensive Electronic Office (CEO).
Em junho de 1987, a Data General anunciou sua intenção de substituir o Xodiac pelo conjunto de protocolos OSI.

### Terminais Dasher

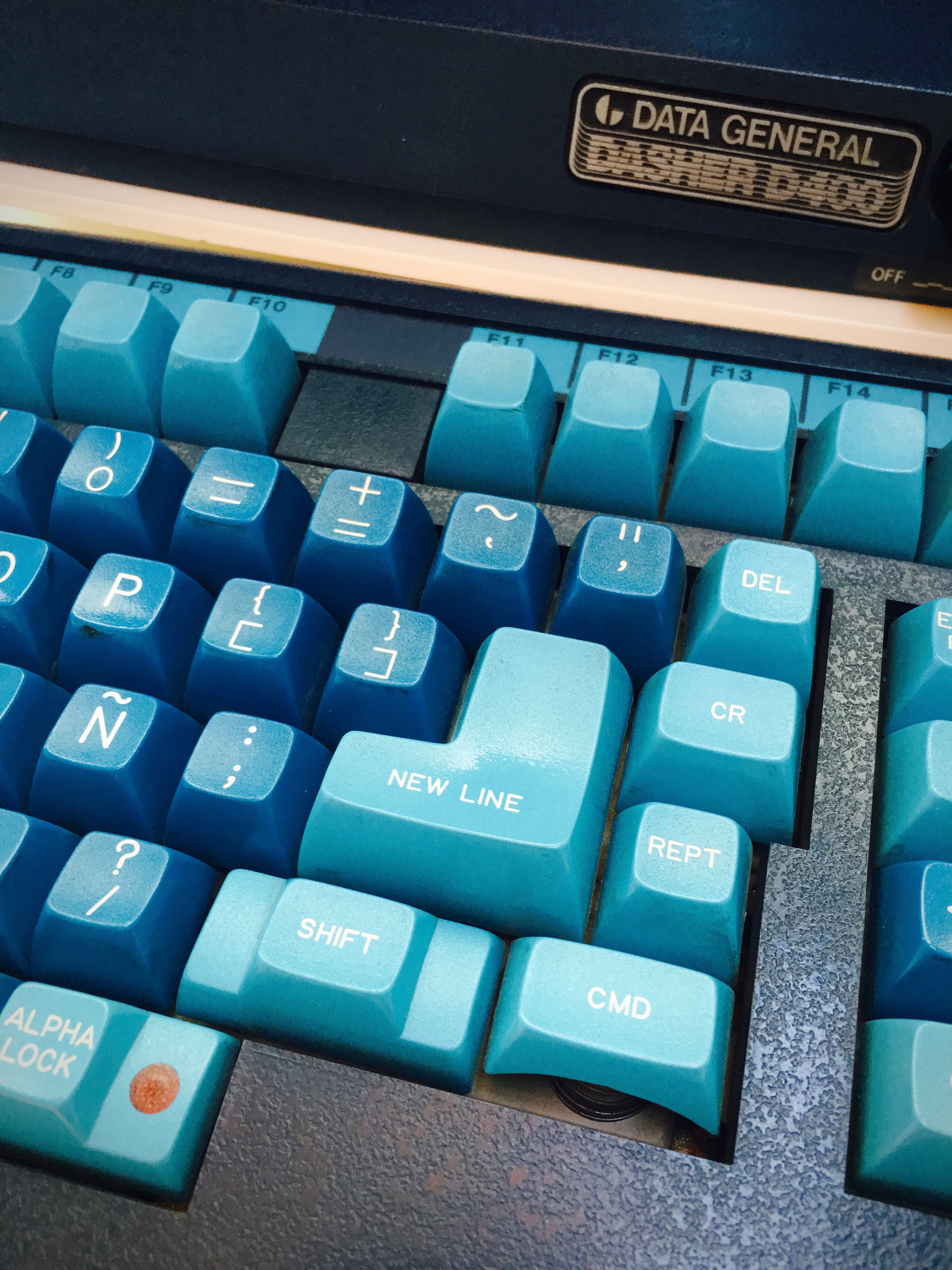
Teclado Dasher D400.

A Data General produzia uma linha completa de periféricos, às vezes rebadging de impressoras, por exemplo, mas a própria série de terminais com base em CRT e cópia impressa da Data General era de alta qualidade e apresentava um número generoso de teclas de função, cada uma com a capacidade de enviar códigos diferentes, com qualquer combinação de teclas de controle e shift, o que influenciou o design do WordPerfect. O modelo 6053 Dasher 2 apresentava uma tela facilmente inclinável, mas usava muitos circuitos integrados; os modelos menores e mais leves D100, D200 e, por fim, o D210 o substituíram como terminal de usuário básico, enquanto os modelos gráficos, como o D460 (com compatibilidade ANSI X3.64), ocupavam o topo da gama. Existem emuladores de terminal para o D2/D3/D100/D200/D210 (e alguns recursos do D450/460), incluindo o programa Freeware 1993 DOS em D460.zip.
A maioria dos softwares da Data General foi escrita especificamente para seus próprios terminais (ou para a emulação de terminal integrada ao Desktop Generation DG10, mas o emulador de terminal integrado do Data General/One nem sempre é adequado), embora os softwares que usam o Data General Business BASIC possam ser mais flexíveis no manuseio de terminais, pois o login em um sistema Business BASIC iniciaria um processo pelo qual o tipo de terminal seria (geralmente) detectado automaticamente.

### Data General/One

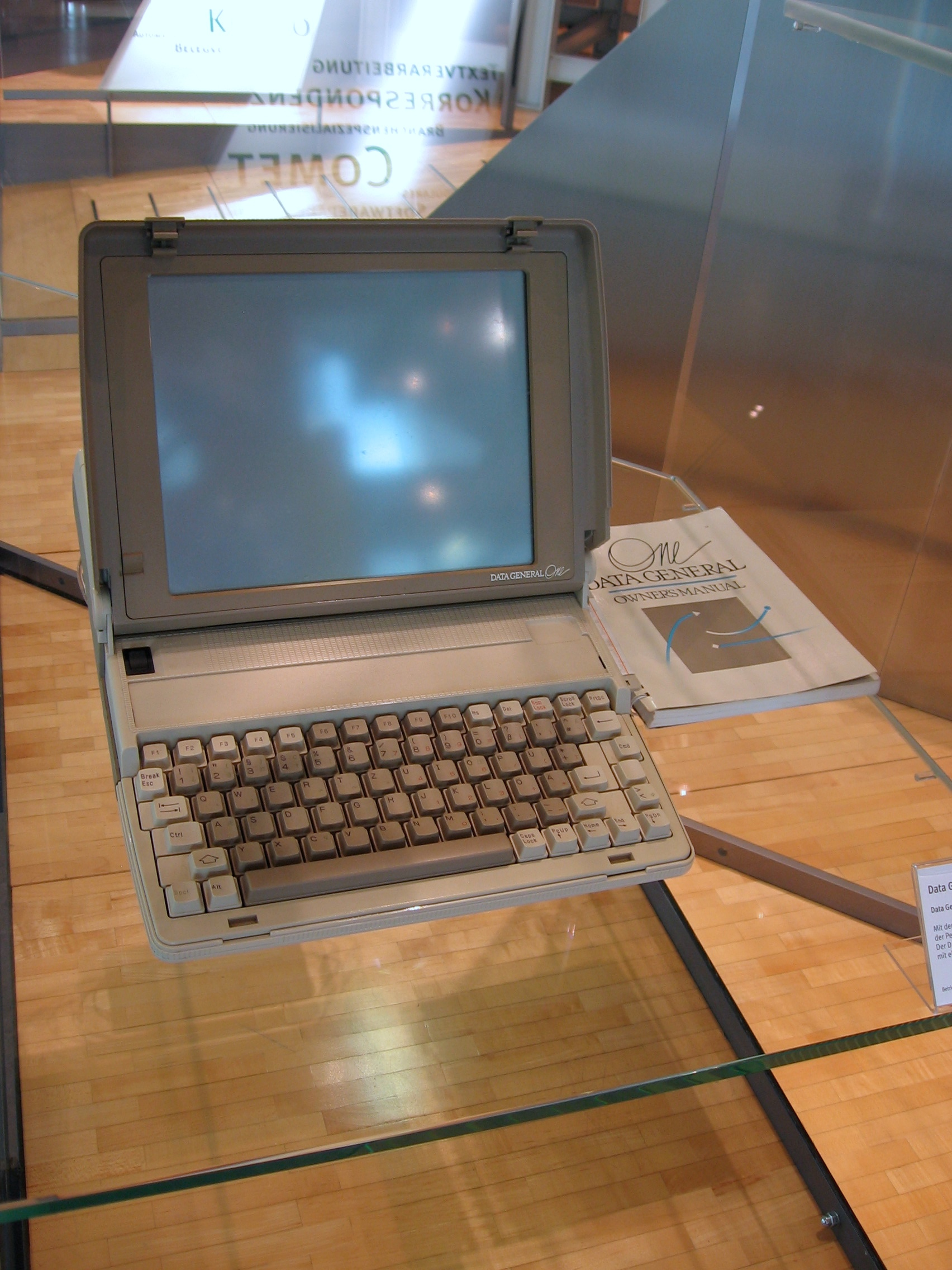
Data General/One.

A introdução do Data General/One (DG-1) pela Data General em 1984 é um dos poucos casos de uma empresa de minicomputadores que introduziu um produto de PC realmente inovador. Considerado genuinamente portátil, em vez de "transportável", como as alternativas eram frequentemente chamadas, era uma máquina MS-DOS alimentada por bateria de nove libras, equipada com dois disquetes de 3,5 polegadas, um teclado de 79 teclas de toque completo, 128 KB a 512 KB de RAM e uma tela LCD monocromática com capacidade para caracteres 80×25 de tamanho normal ou gráficos CGA completos (640×200). O DG-1 foi considerado um modesto avanço em relação aos sistemas similares da Osborne/Kaypro em geral.

### Linha Desktop Generation
A Data General também lançou uma linha de "Desktop Generation" de pequeno porte, começando com o DG10, que incluía CPUs da Data General e da Intel em um arranjo patenteado e estreitamente acoplado, capaz de executar o MS-DOS ou o CP/M-86 simultaneamente com o DG/RDOS, com cada um se beneficiando da aceleração de hardware fornecida por outra CPU como um coprocessador que lidaria (por exemplo) com gráficos de tela ou operações de disco simultaneamente. Outros membros da linha Desktop Generation, o DG20 e o DG30, destinavam-se mais a ambientes comerciais tradicionais, como sistemas COBOL multiusuário, substituindo minicomputadores do tamanho de geladeiras por microcomputadores modulares do tamanho de torradeiras, baseados nas CPUs microECLIPSE e em parte da tecnologia desenvolvida para a linha de "Micro Produtos" baseada em microNOVA, como o MP/100 e o MP/200, que tiveram dificuldades para encontrar um nicho de mercado. A versão de processador único do DG10, o DG10SP, era a máquina de nível básico que, assim como o DG20 e o 30, não tinha capacidade de executar software Intel. Apesar de ter alguns bons recursos e ter menos concorrência direta da enxurrada de PCs compatíveis baratos, a linha Desktop Generation também enfrentou dificuldades, em parte porque oferecia uma maneira econômica de executar o que era essencialmente "legado de software", enquanto o futuro era claramente de computadores pessoais um pouco mais baratos ou "superminicomputadores" um pouco mais caros, como os computadores MV e VAX.

### Aprisionamento tecnológico
Durante a década de 1980, o mercado de computadores evoluiu drasticamente. No passado, as grandes instalações normalmente executavam softwares desenvolvidos sob medida para uma pequena variedade de tarefas. Por exemplo, a IBM frequentemente fornecia máquinas cuja única finalidade era gerar dados contábeis para uma única empresa, executando um software personalizado apenas para essa empresa.
Em meados da década de 1980, a introdução de novos métodos de desenvolvimento de software e a rápida aceitação do banco de dados SQL estavam mudando a forma como esses softwares eram desenvolvidos. Agora, os desenvolvedores geralmente uniam várias partes do software existente, em vez de desenvolver tudo do zero. Nesse mercado, a questão de qual máquina era a "melhor" mudou; não era mais a máquina com a melhor relação preço-desempenho ou contratos de serviço, mas a que executava todos os softwares de terceiros que o cliente pretendia usar.
Essa mudança forçou mudanças também nos fornecedores de hardware. Anteriormente, quase todas as empresas de computadores tentavam tornar suas máquinas diferentes o suficiente para que, quando seus clientes buscassem uma máquina mais potente, fosse mais barato comprar outra da mesma empresa. Isso era conhecido como "aprisionamento tecnológico", que ajudava a garantir vendas futuras, mesmo que os clientes não gostassem disso.
Com a mudança no desenvolvimento de software, combinada com as novas gerações de processadores de commodities que podiam igualar o desempenho dos minicomputadores de baixo custo, o aprisionamento tecnológico não estava mais funcionando. Quando forçados a tomar uma decisão, muitas vezes era mais barato para os usuários simplesmente jogar fora todo o maquinário existente e comprar um microcomputador. Se esse não era o caso no momento, certamente parecia que seria em uma ou duas gerações após a Lei de Moore.
Em 1988, dois diretores da empresa elaboraram um relatório mostrando que, se a empresa quisesse continuar existindo no futuro, a DG teria que investir pesadamente em software para competir com os novos aplicativos fornecidos pela IBM e pela DEC em suas máquinas ou, alternativamente, sair totalmente do negócio de hardware proprietário.
O relatório de Tom West descreveu essas mudanças no mercado e sugeriu que o cliente venceria a luta contra o aprisionamento tecnológico. Eles também delinearam uma solução diferente: Em vez de tentar competir com a IBM e a DEC, que eram empresas muito maiores, eles sugeriram que, como o usuário não se importava mais tanto com o hardware quanto com o software, a DG poderia fornecer as melhores máquinas "commodity".
Agora, o cliente podia executar qualquer software que desejasse, desde que fosse executado no Unix e, no início dos anos 90, tudo era executado. Enquanto as máquinas da DG superassem a concorrência, seus clientes retornariam, porque gostavam das máquinas, não porque eram forçados; o aprisionamento tecnológico havia acabado.

### AViiON
De Castro concordou com o relatório, e as gerações futuras da série MV foram encerradas. Em vez disso, a DG lançou uma série tecnicamente interessante de servidores Unix conhecida como AViiON. O nome "AViiON" era uma brincadeira com o nome do primeiro produto da DG, Nova, que significava "Nova II". Em um esforço para manter os custos baixos, o AViiON foi originalmente projetado e fornecido com o processador RISC Motorola 88000. As máquinas AViiON eram compatíveis com multiprocessamento, evoluindo posteriormente para sistemas baseados em NUMA, permitindo que as máquinas aumentassem o desempenho com a adição de processadores adicionais.

### CLARiiON
Um elemento importante em todos os sistemas de computadores corporativos é o armazenamento de alta velocidade. Na época em que o AViiON foi lançado no mercado, as unidades de disco rígido comuns não podiam oferecer o tipo de desempenho necessário para o uso em centros de dados. A DG atacou esse problema da mesma forma que a questão do processador, executando um grande número de unidades em paralelo. O desempenho geral foi bastante aprimorado e a inovação resultante foi comercializada originalmente como HADA (High Availability Disk Array) e, posteriormente, como a linha CLARiiON. As matrizes CLARiiON, que ofereciam RAID SCSI em várias capacidades, ofereciam uma excelente relação preço/desempenho e flexibilidade de plataforma em relação às soluções da concorrência.
A linha CLARiiON foi comercializada não apenas para clientes da série AViiON e Data General MV, mas também para clientes que executavam servidores de outros fornecedores, como Sun Microsystems, Hewlett-Packard e Silicon Graphics. A Data General também embarcou em um plano para contratar especialistas em vendas de armazenamento e desafiar a EMC Symmetrix no mercado mais amplo.

### Empreendimento conjunto com empresa soviética
Em 12 de dezembro de 1989, a DG e a desenvolvedora de software da União Soviética NPO Parma anunciaram a Perekat (Перекат), o primeiro empreendimento conjunto entre uma empresa americana de computadores e uma empresa soviética. A DG forneceria o hardware e a NPO Parma o software, e as empresas austríacas Voestalpine e seu grupo de marketing Voestalpine Vertriebe construiriam a fábrica.

### Desaceleração final

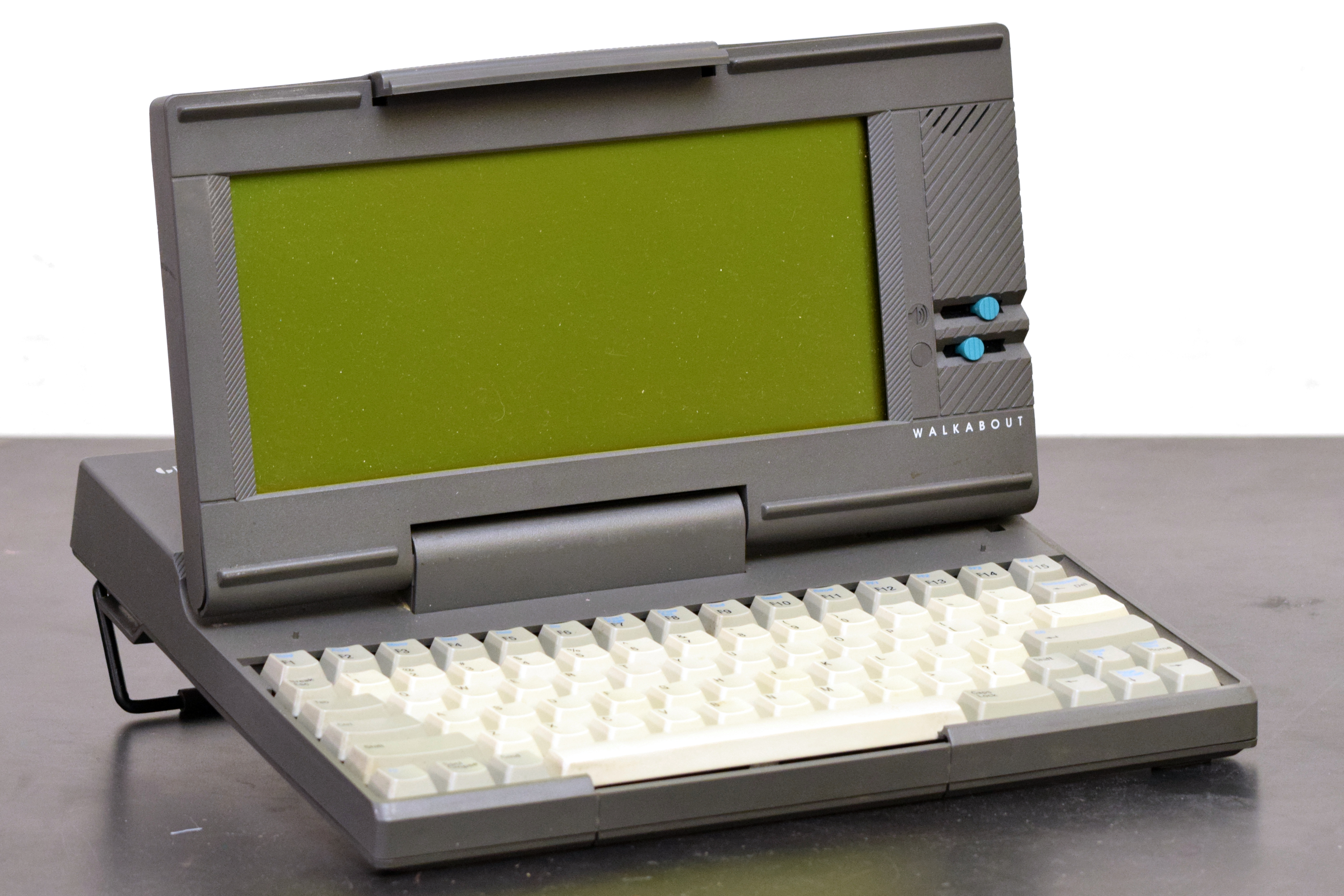
Data General Walkabout, notebook/terminal portátil da virada da década de 1990.

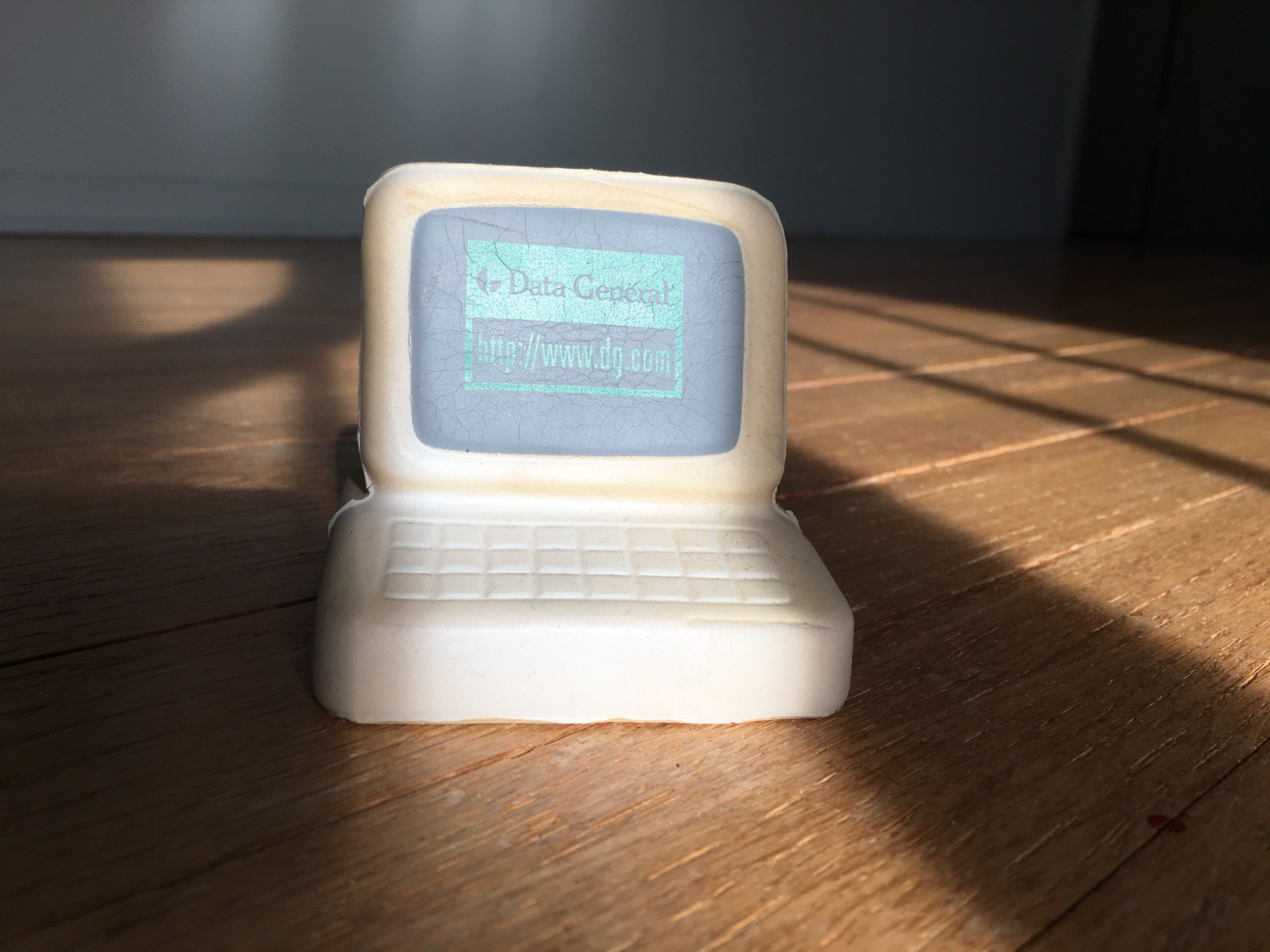
Item promocional, meados da década de 1990.

Apesar de a Data General ter apostado a série AViiON no Motorola 88000, a Motorola decidiu encerrar a produção dessa CPU. O 88000 nunca foi muito bem-sucedido, e a DG era o único cliente importante. Quando a Apple e a IBM propuseram sua solução conjunta baseada na arquitetura POWER, o PowerPC, a Motorola assumiu o contrato de fabricação e eliminou o 88000.
A DG respondeu rapidamente com o lançamento de novos modelos da série AViiON baseados em um verdadeiro processador de commodity, a série Intel x86. Nessa época, vários outros fornecedores, principalmente a Sequent Computer Systems, também estavam lançando máquinas semelhantes. A falta de aprisionamento tecnológico voltou a assombrar a DG, e a rápida comoditização do mercado Unix levou à redução das vendas. A DG iniciou uma pequena mudança em direção ao setor de serviços, treinando seus técnicos para a função de implementar uma série de novos servidores baseados em x86 e o novo mundo de pequenos servidores orientados por domínio do Microsoft Windows NT. No entanto, isso nunca se desenvolveu o suficiente para compensar a perda de negócios com servidores de alta margem.
A Data General também visou a explosão da Internet no final da década de 1990 com a formação da unidade de negócios THiiN Line, liderada por Tom West, que tinha como foco a criação e a venda dos chamados "aparelhos de Internet". O produto desenvolvido chamava-se SiteStak e foi projetado como um produto de hospedagem de sites de baixo custo.

### Aquisição da Dell EMC
A CLARiiON foi a única linha de produtos que teve sucesso contínuo até o final dos anos 90, depois de encontrar um grande nicho para sistemas de armazenamento Unix, e suas vendas ainda eram fortes o suficiente para tornar a DG um alvo de aquisição. A Dell EMC, uma empresa gigante no mercado de armazenamento, anunciou em agosto de 1999 que compraria a Data General e seus ativos por US$ 1,1 bilhão ou US$ 19,58 por ação. A aquisição foi concluída em 12 de outubro de 1999.
Embora os detalhes da aquisição especificassem que a Dell EMC deveria ficar com toda a empresa, e não apenas com a linha de armazenamento, a Dell EMC rapidamente encerrou todo o desenvolvimento e a produção de hardware e peças de computadores DG, acabando efetivamente com a presença da Data General no segmento. O negócio de manutenção foi vendido a um terceiro, que também adquiriu todos os componentes de hardware restantes da DG para a venda de peças de reposição a antigos clientes da DG. A linha CLARiiON continuou a ser importante no mercado e foi comercializada com esse nome até janeiro de 2012. A CLARiiON também foi amplamente vendida pela Dell por meio de um acordo mundial de OEM com a EMC. Os produtos de armazenamento CLARiiON e Celerra evoluíram para a plataforma de armazenamento unificada da EMC, a plataforma VNX.
A Data General seria apenas uma das muitas empresas de informática sediadas na Nova Inglaterra, incluindo a Digital Equipment Corporation, que entrou em colapso ou foi vendida para empresas maiores após a década de 1980. Na Internet, até mesmo o antigo domínio da Data General (dg.com), que continha algumas páginas da Dell EMC que mencionavam apenas de passagem a última empresa, foi vendido para a cadeia de lojas de departamento Dollar General em outubro de 2009.

## Marketing
A Data General exibia um estilo impetuoso de marketing e publicidade, o que contribuiu para colocar a empresa no centro das atenções. Uma campanha publicitária memorável durante a era da linha Desktop Generation, no início dos anos 80, foi a emissão de camisetas com o logotipo "We did it on a desktop" ("Fizemos isso em um desktop"). Os primeiros servidores AViiON foram retratados como uma computação poderosa do tamanho de uma caixa de pizza.
A Data General patrocinou a equipe Tyrrell de Fórmula 1 nos Campeonatos Mundiais de Fórmula 1 em 1985, 1986 e 1987, com uma colocação de destaque nos carros 014, 015 e DG016 da equipe. O DG016 usado em 1987 tinha o prefixo DG em deferência à Data General.

## Ex-funcionários
- DJ Delorie projetou placas-mãe de PC e código BIOS para a Data General por quatro anos. Ele é o autor do DJGPP e atualmente trabalha para a Red Hat no GCC.[33]
- Peter Darnell foi desenvolvedor do DG/L e passou a desenvolver compiladores C para Unix e Windows. Ele escreveu um livro sobre C e é o desenvolvedor da linguagem de programação visual VisSim da Visual Solutions.[34]
- Jean-Louis Gassée trabalhou na Data General, na França, antes de ir para a Apple e a Be Inc.
- Ronald H. Gruner foi chefe do Projeto Fountainhead da Data General, que competia com o MV/8000. Depois de deixar a DG, ele foi cofundador da Alliant Computer Systems, juntamente com seu ex-colega da DG, Craig Mundie.[35]
- David C. Mahoney fundou a Banyan Systems e foi pioneiro em tecnologias de rede local no final dos anos 80, juntamente com a Novell.
- Craig Mundie foi desenvolvedor de software na Data General e, mais tarde, tornou-se tecnólogo-chefe da Microsoft.
- Mike Nash trabalhou nos serviços de terminal virtual do AOS/VS para a PCI, foi vice-presidente corporativo da Microsoft e atualmente é vice-presidente do Consumer PC & Solutions, Printing and Personal Systems Group, Hewlett-Packard.[36][37]
- Ray Ozzie foi desenvolvedor de software na Data General. Posteriormente, trabalhou para a Software Arts, Lotus Development, Iris Associates e Groove Networks. A Groove Networks foi adquirida pela Microsoft em 2005, e Ozzie substituiu Bill Gates como arquiteto-chefe de software na Microsoft de 2006 a 2010.
- Jonathan Sachs foi cofundador da Lotus Development, onde foi o autor do Lotus 1-2-3.
- Jit Saxena fundou a Netezza, empresa de tecnologia de pesquisa.
- Christopher Stone fundou o Object Management Group (criou o CORBA) e tornou-se vice-presidente/CEO da Novell.
- Asher Waldfogel era engenheiro de software da Special Systems (software) e mais tarde fundou a Redback Networks, a Tollbridge Technologies e a PeakStream.[38]
- Steve Wallach foi cofundador da Convex Computer.
- Joshua Weiss era gerente do grupo Xodiac Networking e foi cofundador da Prominet (comprada pela Lucent Technologies) e, posteriormente, fundador e CEO da Nauticus (comprada pela Sun Microsystems).[39]
- Vernon Weiss foi gerente do grupo de computação portátil e liderou o desenvolvimento do Data General/One, do Data General/Two e do Data General Walkabout.[40][41] Mais tarde, ele foi uma pessoa importante na criação da família XPS de computadores pessoais da Dell e foi diretor da divisão de computação pessoal da Packard Bell e gerente de produtos da Northgate Computer Systems.[42][40][43]
- Tom West foi o gerente do MV/8000 e de projetos posteriores. Ele foi o principal protagonista do livro de não ficção vencedor do Prêmio Pulitzer, The Soul of a New Machine.[44]
- Edward Zander foi gerente de marketing de produtos da Data General antes de assumir cargos na Apollo Computer, Sun Microsystems e Motorola como CEO.
- Wayne Rosing era gerente de hardware da Special Systems e saiu para projetar a estação de trabalho Lisa para a Apple. Ajudou a desenvolver o Macintosh. Mais tarde, Rosing foi para a Sun Microsystems, onde foi vice-presidente de desenvolvimento avançado e apareceu na capa da revista Fortune. Ele se aposentou como vice-presidente de hardware do Google.
- George Woltman fundou o Great Internet Mersenne Prime Search (GIMPS) e é o autor do Prime95 (usado para pesquisar números primos de Mersenne e para testes de hardware).